# أندرغان
أندرغان هي قرية في مقاطعة ورزقان، إيران. يقدر عدد سكانها بـ 1162 نسمة بحسب إحصاء 2016.